# 马场站 (广州)
马场站是广州地铁13号线的在建车站，位于中国广东省广州市天河区黄埔大道西潭村路口西侧的地底。车站预计于2027年启用。

## 车站结构
马场站主体结构为地下四层分离式岛式车站，全长240.4m，总宽37.1m。为减小施工对地面交通的影响，位于黄埔大道下方的站台层采用暗挖法施工，车站南北侧各设有一个外挂明挖站厅。

### 车站楼层
马场站地面为车站各出入口，周边为黄埔大道、潭村路、暨南大学、暨南大学附属第一医院、原广州赛马场地块及邻近建筑。地下一层为两个站厅的缓冲层；地下二层为主站厅层及联络通道；地下三层为13号线站台。其中南站厅结构的地下三层和四层为车站设备区。
| 地下一层 | 北站厅缓冲层 | 连接出入口及北站厅 安检设施       |  |  |
|          | 南站厅缓冲层 | 连接出入口及南站厅 安检设施       |  |  |
| 地下二层 | 北站厅       | 售票机、客服中心                  |  |  |
|          | 聯絡通道     | 连接南北站厅 付費區连接站厅及月台 |  |  |
|          | 南站厅       | 售票机、客服中心、商店、警务室    |  |  |
| 地下三层 | 2 站台       | █13号线 朝阳方向（下站：石牌南）  |  |  |
|          | 分离式站台   |                                   |  |  |
|          |              | 通道连接两侧站台                  |  |  |
|          | 分离式站台   |                                   |  |  |
|          | 1 站台       | █13号线 新沙方向（下站：白马岗）  |  |  |
|          | 南站厅设备区 | 车站设备                          |  |  |
| 地下四层 | 南站厅设备区 | 车站设备                          |  |  |

### 站台
本站设有一个分离式岛式站台，位于黄埔大道的地底。

## 历史
马场站于2019年12月3日首幅地连墙开工，2022年中实现站台隧道双线贯通，2023年10月8日实现南站厅封顶，同年12月实现北站厅封顶。

### 车站命名争议
本站设于暨南大学南门、原广州赛马场之间，在前期规划中曾称过“暨大站”和“马场站”，2017年13号线二期获批时被命名为马场站。不过引来暨南大学方面不满。暨大校友会发起的网上投票显示，绝大部分读者支持命名为“暨大站”；而暨大校方及校内人大代表亦向当局提出更名请求。广州地铁集团对此回复称，地铁车站先用地片名后用标志性场所名，目前按照命名原则向广州市地名办申报站名。

## 未来发展
规划中的19号线设有马场站，13号线未作出预留。